# Tarpon (opération)
Pour l’article homonyme, voir Tarpon.
Le tarpon est une technique de déploiement militaire opérationnel en pleine mer faisant appel à des commandos marine, habitués à opérer en milieu aéro-maritime.

## Généralités
D'habitude considéré comme un cas non conforme pour les parachutistes, l'amerrissage et le saut à la mer constituent un vecteur de mise en place pour les opérations spéciales navales. Son efficacité a été mise en avant récemment lors des opérations de libération du voilier Ponant ou en Libye lors de l'opération Harmattan en 2011.
Le tarpon, pratiqué en tandem, permet également de projeter dans une force navale une compétence qui lui fait défaut (médecin ou chirurgien militaire, linguiste, atomicien, civil entraîné).

## Technique
Le saut à la mer a pour objectif de larguer du personnel et du matériel, soit pour renforcer une force navale (ralliement d'un bâtiment ou d'un sous-marin de la marine nationale), soit sans recueil, pour mener un raid nautique dans la foulée. Dans le premier cas, le matériel est conditionné dans des caisses, housses ou sacs étanches. 
Le bâtiment support déploie des embarcations pour recueillir les commandos puis leur matériel. Dans le second cas, celui du saut à la mer sans recueil, des embarcations pneumatiques sont généralement conditionnées gonflées et sont larguées par la tranche arrière, suivie par les commandos qui doivent s’efforcer d’amerrir au plus près des colis.
Difficiles, souvent opérés de nuit, les tarpons nécessitent que le parachutiste effectue sous voile des opérations plus nombreuses que pour un saut classique, en particulier le dégrafage du ventral, les manipulations du harnais et l’importance de la traction, et veille scrupuleusement à ne pas rater le point de rendez-vous. Il lui faut en outre la maîtrise de l'amerrissage et des opérations de survie en mer.

## Matériel[4]
Un matériel et un conditionnement spécifiques sont nécessaires pour la réussite de ces opérations : FUTURA, caisses TARPON, sacs bulle, palmes et housses étanches et parachute dorsal semi-manœuvrable et son harnais, tous deux spécialement conçus pour le saut à la mer, notamment sans recueil, font partie de la panoplie des commandos marine.
Ces parachutes spécialement conçus évitent d'avoir à se préoccuper des manipulations qui consistent à s’asseoir dans son harnais, libérer la pince de verrouillage de la barrette de poitrine, encore sous voile, et enfin sortir de son harnais à l’amerrissage. En complément de ces systèmes, le harnais spécial est équipé de mousquetons d’accrochage pour la fixation d’une valise étanche contenant un radeau individuel et un kit de survie. Autre intérêt de ce dorsal : une traction finale face au vent, permettant l'amerrissage sur le dos favorise le déventement du parachute en actionnant les capots.
Le Détachement Technique du Matériel de Parachutage et de Largage (DTMPL) de la BASEFUSCO est spécialement aménagé pour le rinçage et le séchage des parachutes, qui doivent être passés dans l’eau douce au moins trois fois.

## Utilisation
- Lutte contre le narco trafic
- Opération Ponant
- Opération Tanit en 2009
- Opération Harmattan